# Charles-Daniel de Meuron
Charles-Daniel de Meuron (Saint-Sulpice, 6 maggio 1738 – Saint-Sulpice, 4 aprile 1806) è stato un mercenario svizzero, fu il fondatore del Reggimento de Meuron col quale operò al servizio della Compagnia delle Indie Orientali olandesi a Città del Capo ed a Ceylon al soldo degli inglesi.

## Biografia
Charles-Daniel nacque a Saint-Sulpice presso Neuchâtel, figlio di commercianti, e come il padre venne posto ad apprendistato dapprima a La Brévine, poi a Liestal ed infine a Strasburgo nel 1752. Nel 1756, decise drasticamente di mutare la propria vita, preferendo propendere per il reggimento svizzero di marina di de Hallwyl ove venne nominato sottotenente l'anno seguente e partecipò alla Guerra dei Sette anni contro l'Inghilterra nelle Antille ove venne ferito tre volte.
Nel 1763, alla fine della guerra, riprese il suo lavoro come commerciante per breve tempo, per poi rientrare nel reggimento delle guardie svizzere di Erlach nel 1765 ove venne nominato capitano, ricevendo nel 1768 il titolo di conte, l'Institution du Mérite militaire e nel 1778 il titolo di colonnello. In questo periodo egli sviluppò notevoli contatti con l'alta società parigina, interessandosi alle ultime scoperte scientifiche (prima tra tutte i primi esperimenti sull'elettricità). Assieme alle guardie svizzere prese parte alla campagna d'esplorazione del fiume Approuague in Guyana ed alla fondazione di una colonia nell'arcipelago delle Bijagos per conto del re Federico II di Prussia.
Nel 1781 venne incaricato dalla Francia di creare un reggimento di fanteria di 1.020 uomini, ripartiti in 10 compagnie da 120 unità ciascuna, equipaggiati ed armati, tutti di fede protestante: tale reggimento prese da lui il nome di Regiment de Meuron ed egli ne divenne proprietario. Tale reggimento, in virtù di un contratto siglato il 28 maggio 1781, lo pose al servizio della Compagnia delle Indie Orientali olandesi: ritrovatosi sull'Île d'Oléron nel 1782, si imbarcò alla volta del Capo di Buona Speranza ove sbarcò il 7 febbraio 1783. Da lì, Charles-Daniel de Meuron iniziò a spedire in Europa alcuni manufatti locali che formarono più tardi la base delle sue collezioni di storia naturale ed etnografica, pur continuando a svolgere formalmente l'attività di commerciante trafficando in vino. Il 25 ottobre 1787 lasciò il comando del suo reggimento al fratello Pierre-Frédéric e fece ritorno in Europa soggiornando per qualche tempo nei Paesi Bassi, a Berlino, a Parigi, a Neuchâtel ed a Saint-Sulpice ove creò un gabinetto di storia naturale che poi donò alla città di Neuchâtel il 6 giugno 1795 e che attualmente è esposto nel museo etnografico della città.
Con la Rivoluzione francese e la conquista militare delle Province Unite, la Compagnia delle Indie Orientali olandesi fallì e de Meuron ricevette la proposta dall'agente britannico Hugh Cleghorn e da Henry Dundas, I visconte Melville di far passare il proprio reggimento al servizio del Regno Unito tramutando il nome della propria compagnia in Régiment de Meuron de Sa Majesté. Col nuovo corpo, venne inviato sull'isola di Ceylon che aiutò ad annettere all'Impero britannico.

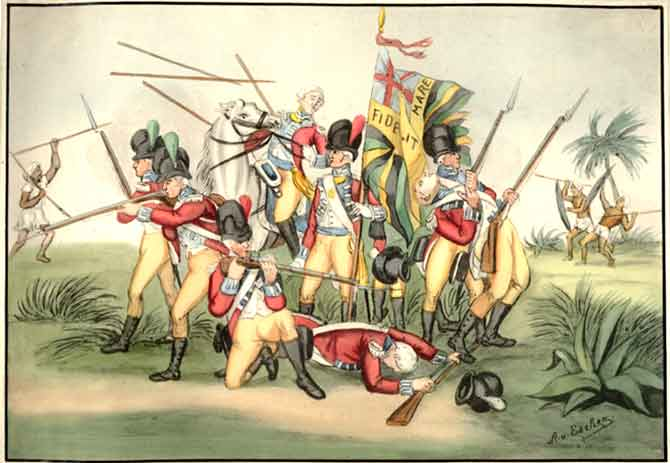
La battaglia di Seringapatnam (1799) - Dopo 1796, il reggimento cambiò la propria uniforme da blu (olandese) a rossa (inglese)

Nel 1799, il reggimento di de Meuron combatté contro le truppe del sultano Fateh Ali Tipu nella Battaglia di Seringapatam, affiancando Arthur Wellesley nella conquista di Mysore con 2 battaglioni di fanteria, da 5 compagnie ciascuno. Per la riuscita dell'operazione, venne ricompensato dal British Army col grado di maggiore generale e trascorse in seguito due anni a Londra affidando definitivamente il comando dei suoi uomini in India al fratello come già aveva fatto in passato.
Nel 1800 venne decorato a Berlino della gran croce dell'Ordine dell'Aquila Rossa da Federico Guglielmo IV e re Giorgio III di Gran Bretagna lo nominò Tenente generale dell'esercito britannico. Nel 1801, dopo aver acquistato la dimora ed il parco della Grand Roquette, si ritirò a vita privata nel paese d'origine ove morì il 4 aprile 1806.

### Il reggimento

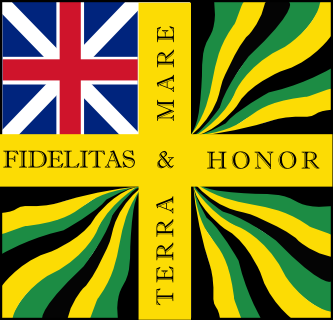
La 2° bandiera del reggimento de Meuron, al soldo degli inglesi

L'insegna del reggimento era costituita da una bandiera coi simboli di una spada e di un albero di gelso. La spada rappresentava la forza militare, mentre il gelso era uno chiaro richiamo fonetico al comandante de Meuron (muron = gelso). L'insegna era intessuta in materiale tapa, utilizzato come tessuto dalle popolazioni del Pacifico, denotando quindi un grande interesse da parte del comandante nelle curiosità locali, molte delle quali furono da lui raccolte ed oggi si trovano esposte al museo di Neuchâtel.
L'insegna cambiò radicalmente aspetto quando il reggimento passò al servizio degli inglesi, mantenendo i colori basilari utilizzati nella precedente insegna, ma uniformandola alla struttura della maggior parte delle bandiere di reggimenti svizzeri ed aggiungendovi in più una piccola bandiera inglese.
Il carattere duro ed inflessibile di de Meuron gli provocò molte defezioni dal suo corpo ed anche i suoi rapporti con le istituzioni non furono mai idilliaci come nel caso del governatore olandese di Città del Capo, Van Plettenberg.
L'originale composizione del reggimento era realizzata con due terzi di svizzeri ed il rimanente da tedeschi e militari di altre nazionalità, per un totale di 800 uomini.